# タイコンデロガ級ミサイル巡洋艦に関連する作品の一覧

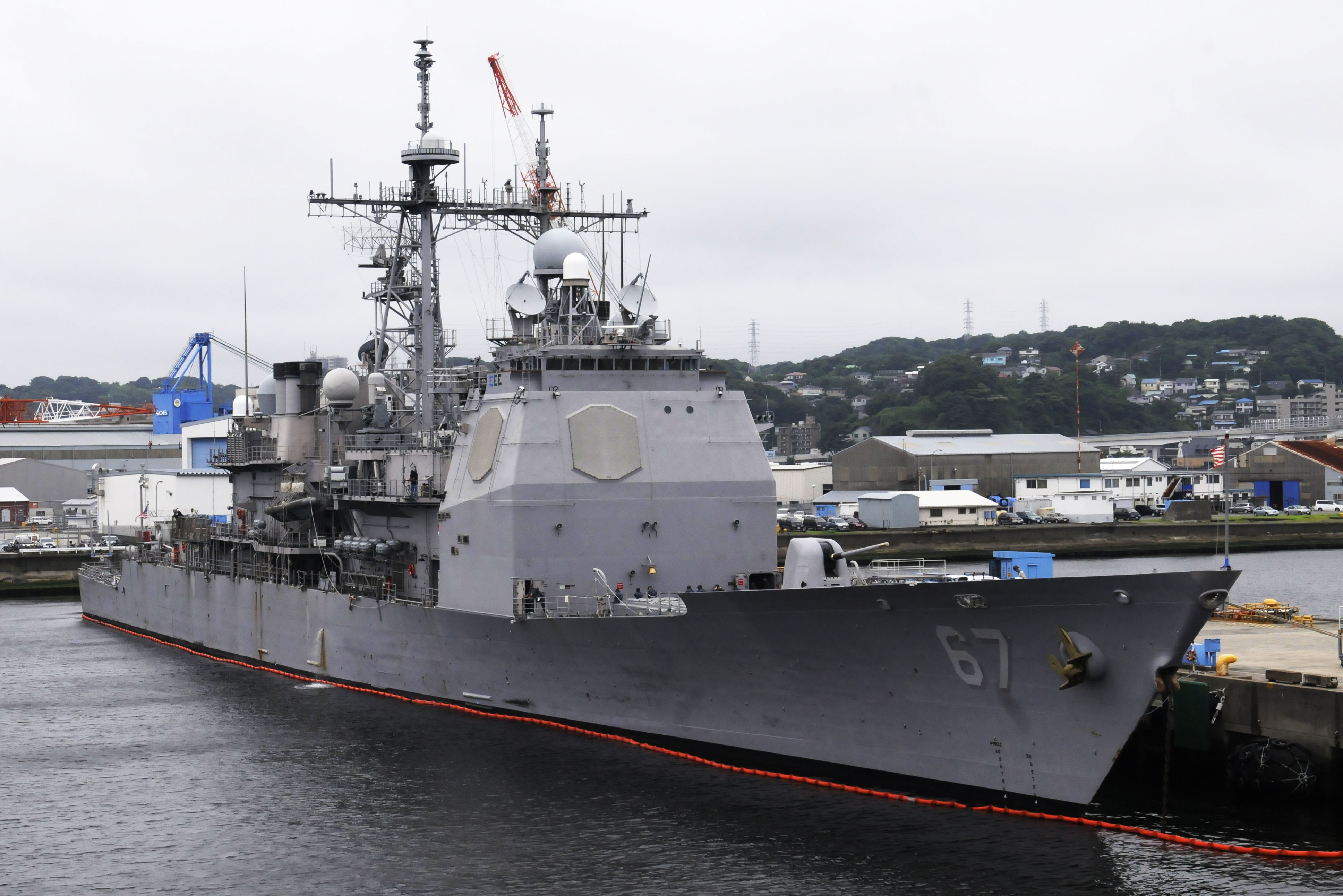
CG-67「シャイロー」

タイコンデロガ級ミサイル巡洋艦に関連する作品の一覧（タイコンデロガきゅうミサイルじゅんようかんにかんれんするさくひんのいちらん）は、アメリカ海軍が運用するタイコンデロガ級ミサイル巡洋艦（イージス艦）に関連する作品の一覧である。

## 映画・ドラマ
『アクアマン/失われた王国』
艦名不明艦が数隻登場。ハドソン川河口にて、アトランティス王国の外交使節団を迎え入れる。
『キャプテン・アメリカ:ブレイブ・ニュー・ワールド』
「アンティータム」や「シャイロー」など数隻が登場。インド洋に出現したセレスティアル島でのアダマンチウム採掘を巡り日米関係が悪化する中で、セレスティアル島近海に派遣された艦隊に含まれており、物語の黒幕によって引き起こされた日米の武力衝突に巻き込まれる。
『ゴジラシリーズ』
『GODZILLA ゴジラ』
多数の同型艦が登場。洋上を移動するゴジラを追跡し、ゴールデン・ゲート・ブリッジ付近で交戦する。
『ゴジラ キング・オブ・モンスターズ』
多数の同型艦が登場。ニミッツ級航空母艦やアーレイ・バーク級ミサイル駆逐艦と共にバミューダ近海のモナーク第54前進基地「キャッスル・ブラボー」付近に集結する。水没したワシントンD.Cでの戦闘では戦闘に参加したほとんどの艦が大破もしくは撃沈される他、ボストンでの戦闘にも参加する。
『ゴジラvsコング』
多数の同型艦が登場。コング輸送中にてゴジラの襲撃に遭い数隻が大破、轟沈する。また現実では搭載されていないヘッジホッグ対潜迫撃砲が搭載されている。

『トップガン マーヴェリック』
「ヴィンセンス」「レイテ・ガルフ」が登場。ならず者国家のウラン濃縮プラントへの航空攻撃に先立って「レイテ・ガルフ」がトマホークを発射し、敵の空軍基地の滑走路を破壊する。
『トランスフォーマー/ダークサイド・ムーン』
名称不明の艦が登場。ディセプティコンに占拠されたシカゴにトマホークを発射する。
『パシフィック・リム: アップライジング』
「ヴィックスバーグ」と艦名不明の同型艦1隻が登場。環太平洋防衛軍（PPDC）のパイロット訓練所が置かれている中国のモユラン・シャッタードームに停泊している。
『バトルシップ』
多数の同型艦が登場。リムパック演習に参加しているが、エイリアンが発生させたバリアの範囲外にいたため、エイリアンと戦闘することなく終わる。

## アニメ・漫画
『BLUE SEED』
第24話に同型艦が2隻登場。東京を覆い尽くした巨大植物に対応すべく日本近海に展開したアメリカ海軍の艦隊に含まれている。
『DEVILMAN crybaby』
第7話に第7艦隊所属の艦名不明艦が登場。提督に化けていたデーモンの命令で戦術核兵器を発射するが、神によりロトの妻と同じく塩にされる。
『Pa-Pa-Pa ザ★ムービー パーマン タコDEポン!アシHAポン!』
Dr.オクトと戦うパーマンたちを支援すべく出動した軍の艦艇として、同型艦が2隻登場。Dr.オクトの飛行要塞を南の島の近海で攻撃し、撃墜している。
『学園黙示録 HIGHSCHOOL OF THE DEAD』
第4巻（アニメ版第12話）に第7艦隊所属の「シャイロー」が登場。中国が発射した4発の東風-21を、アーレイ・バーク級ミサイル駆逐艦「カーティス・ウィルバー」および、こんごう型護衛艦「こんごう」「きりしま」とともにSM-3で迎撃する。
『空母いぶき GREAT GAME』
「ポート・ロイヤル」が登場。ソナーを拾得した海洋調査船「ディオサ」を確保すべく、アーレイ・バーク級ミサイル駆逐艦「ハルゼー」と供に北極海へ向かう。
『攻殻機動隊 STAND ALONE COMPLEX』
第16話に海上自衛軍の護衛艦として艦名不明艦が登場。基地に停泊している。艦橋前にもCIWSを備えるなど、実際のタイコンデロガ級とは細部の仕様が異なる。
『サブマリン707R』
国連PKN艦隊所属艦として同型艦が多数登場。第1話では、多数の同型艦が架空の巨大空母「アポロノーム」の護衛に当たっているが、敵対組織USRの潜水艦「UX」の攻撃を受けて全滅。第2話では、USR艦隊攻撃作戦「オペレーション・レッドスクリーム」に参加した「ヴァリー・フォージ」が、「UX」の攻撃によって撃沈されたことが台詞で触れられている。
『銃皇無尽のファフニール』
第9話にニブル所属艦として同型艦が2隻登場。超大型のミスリル製爆弾「ミストルテイン」を用いたドラゴン「バジリスク」に対する攻撃作戦に参加する。
『新海底軍艦』
国連軍特別平和維持部隊所属艦として「トーマス・S・ゲイツ」や架空艦「J・ガーランド」（ハルナンバー49）などのベースライン1の同型艦が多数登場。「J・ガーランド」は旗艦を務めており、第1話では南極海にて地空人の釣鐘要塞およびリングと交戦し、「J・ガーランド」以外の少なくとも2隻が撃沈される。第2話では「J・ガーランド」以下の同型艦が、海底軍艦「羅號」を接収すべく小笠原諸島の菅原海洋開発基地へと赴き、「羅號」を攻撃。その後、地空人の海底軍艦「リバティ」の振動波攻撃によって1隻以上が撃沈されている。
『新世紀エヴァンゲリオン』
第8話に国連軍太平洋艦隊所属艦として「タイコンデロガ」が登場。旧伊東沖遭遇戦にて、第6使徒「ガギエル」と交戦するEVA弐号機の足場にされている。
『戦闘妖精雪風』
第4話に国連軍参加艦として、ベースライン0もしくは1及び2以降の同型艦が数隻登場。日本海軍の架空の原子力空母「アドミラル56」を中心とする南極海派遣艦隊に所属する。超空間通路から出現した異星体「ジャム」3機に対し、スタンダードやMk.45、ファランクスなどで迎撃を行うが、うちハルナンバー「DD-1025」がジャム機の体当たりによって大破している。
『ダンガンロンパ3 -The End of 希望ヶ峰学園- 未来編』
未来機関の治安維持部隊所属艦として登場。ジャバウォック島周辺に展開している。
『超時空戦艦まほろば』
アメリカ海軍と怒国海軍の駆逐艦として登場。第1巻では、怒国海軍所属艦が国連軍PKF部隊に参加し、潜航中の戦艦「まほろば」を「重波動爆雷」という新型爆雷を用いて攻撃。第2巻では、アメリカ海軍の架空艦「パララックス」ほか1隻が横須賀へ向かう架空の空母「スペースワスプ」を護衛しているほか、第1巻のものと同一の怒国海軍艦が「まほろば」に飛び越えられ小破している。
『沈黙の艦隊』
「ヴェラ・ガルフ」などの同型艦が多数登場。架空の原子力潜水艦「やまと」と戦闘を繰り広げる。
実写映画及びドラマ版では、第7艦隊から「シャイロー」「アンティータム」「チャンセラーズビル」、第3艦隊から「モービル・ベイ」が登場。第1シーズンでは、「シャイロー」が「やまと 」と「たつなみ」に対して砲撃を行い、他の同型艦も「やまと」などに対しアスロックを発射する。
『南海奇皇』
第47話にアメリカ艦隊所属艦として同型艦が登場。少なくとも1隻が、ネオランガが逃げ込んだバロウ島の包囲に従事している。
『ビビッドレッド・オペレーション』
第1・第2・第12話などにUDF（連合防衛軍）所属艦として「カウペンス」ほか数隻の同型艦が登場。伊豆大島近海で巨大敵性体「アローン」と交戦しているが、有効な攻撃は行えていない。
『無の黒船 クライシスIII』
第1巻に国際協同協力艦隊所属艦として架空艦「トラビスIII世」が登場。作中での艦級名は「アラモ級ミサイル駆逐艦」で、タンカー群を護衛するためホルムズ海峡に展開していた際に、国籍不明の潜水艦が放った魚雷が艦尾に直撃し、ソ連のスーパーナガン級ミサイル巡洋艦「マリュートカ」（架空）による救助を受ける。
『ヤマタイカ』
第2部に「サン・ジャシント」が登場。ヤマタイカのマツリによって復活した大和型戦艦「大和」の攻撃に向かうアイオワ級戦艦「ニュージャージー」を中心とした艦隊に所属していたが、艦尾に「大和」の主砲弾の直撃を受けてしまう。
『リーンの翼』
第3話から第6話に同型艦が少なくとも2隻登場。架空の原子力空母「パブッシュ」を中心とする艦隊に所属しており、「パブッシュ」とともに造反して東京湾に展開する。
『レディイーグル』
第21話に第7艦隊所属の「シャイロー」が登場。自衛隊とアメリカ軍による合同演習に参加しており、航空自衛隊が第7艦隊を攻撃するというシナリオの演習の中で、対艦攻撃を仕掛けるF-2と護衛機のF-15Jを迎撃する。

## 小説
『ARIEL』
第7巻に第7艦隊所属の架空艦「マハラタ・フォフ」が登場。宇宙人の巨大ロボット「降下兵」をスタンダード SM-2で攻撃するが、ダメージは与えられていない。なお、僚艦として「リークリフ」という架空のイージス艦も登場しているが、こちらの艦級は不明。また、第20巻でも、艦名不明の同型艦2隻がイースト・リバーに展開し、巨大ロボット「ARIEL」とスペースシャトル「ディスカバリー」が着陸したマンハッタン島の封鎖に従事している。
『Fate/Prototype 蒼銀のフラグメンツ』
第4巻に中東へ向かう太平洋艦隊所属艦が登場。東京湾に現れたオジマンディアスの宝具「光輝の大複合神殿」を攻撃したために反撃され、艦隊ごと消滅する。
『群青神殿』
第7艦隊に所属する「カウペンス」と「ヴィンセンス」が登場。巨大な海中生物「ニューク」の捕獲作戦を実行すべくフィリピン近海へと展開するが、作戦実行中にモンスーンの中でニュークの大群の襲撃を受けて両艦とも撃沈される。
『征途』
第3巻に登場。湾岸戦争時にミッドウェイ級航空母艦「ミッドウェイ」の護衛艦を務める「タイコンデロガ」と「バンカー・ヒル」が、SM-2で日本民主主義人民共和国（北日本）対イラク軍事顧問団のMIG-29Jとペルシャ湾岸のイラク領より発射されたC201を迎撃するが、その途中でイラクに派遣されていたソ連軍事顧問団の編隊から空対艦ミサイルによる飽和攻撃を受け、「タイコンデロガ」がAS4キッチンにより撃沈される。
続く統一戦争の際には、示威のためにオホーツク海に展開していた「アンツィオ」「ヴェラ・ガルフ」「フィリピン・シー」「レイテ・ガルフ」「プリンストン」「ノーマンディー」（作中では「ノルマンディ」表記）が、開戦時に北日本による奇襲攻撃を受ける。「アンツィオ」「ヴェラ・ガルフ」「フィリピン・シー」「レイテ・ガルフ」が撃沈され、「プリンストン」が大破、「ノルマンディ」が艦尾に被弾している。
『創竜伝』
第6巻に架空艦「アパラチア」が登場。サンフランシスコに出現した2頭のドラゴンを攻撃すべく、他艦とともにサンフランシスコ湾内へと向かい「サンフランシスコ大海戦」に参加するが、レッド・ドラゴンの放った凍結波によって氷結したところにホワイト・ドラゴンの体当たりを受け、船体を両断されて沈没する。

## ゲーム
『CRYSIS』
不完全ではあるが、「ヴァリー・フォージ」のモデルがゲーム内に存在する（エディタに収録されている）。
『METAL WOLF CHAOS』
大西洋艦隊の司令艦として登場。クーデターを起こした副大統領リチャード・ホークに従っており、マイアミで大統領マイケル・ウィルソンが乗る特殊機動重装甲「メタルウルフ」と交戦する。武装が実艦のものから強化されており、Mk.45を4基有するほか、艦橋後部とヘリ甲板上に8連装の大型ミサイルランチャーが増設されている。
『World in Conflict』
パインバレー攻防戦やシアトル攻防戦にて、前者は沖合に停泊しているアイオワ級戦艦「ミズーリ」の護衛艦として、後者は艦隊の1隻として、マップ外部に配置されている。
『エースコンバットシリーズ』
多くの作品において「イージス艦（AEGIS）」のグラフィックモデルとして登場する。
『エースコンバット04 シャッタードスカイ』
エルジア共和国海軍の主力艦隊「エイギル艦隊」所属艦として架空艦「レイブン」が登場。作中では主砲の代わりにシースパロー8連装発射機を「SAM」の名称で搭載している。
この他、艦番号を「04」とするISAF海軍のキティホーク級航空母艦から、プレイヤーの操縦するF-4Eが発艦するムービーでは、空母にISAF海軍所属艦と思しきタイコンデロガ級が1隻随伴している。
『エースコンバット アサルト・ホライゾン』
物語終盤に「アンツィオ」が登場。ワシントンD.C.防衛のためにポトマック川に展開するが、Su-35 フランカーE数機の特攻を受け大破、火器管制装置、通信機器の大半が能力を損失し、艦長代理が離艦を決定しポトマック川を漂流する。エースコンバットシリーズにおいて実在の軍艦が登場するのは、これが初となる。
『エースコンバット3D クロスランブル』
クーデター軍の所属艦として「AEGIS」という名称で登場。主砲の代わりに2基のRAM発射器を「SAM」の名称で搭載している。
『エースコンバット7 スカイズ・アンノウン』
オーシア海軍のイージス艦として登場。SP MISSIONでは架空艦「カナリー」が、エルジア海軍の架空の潜水航空巡洋艦「アリコーン」をアスロックで攻撃し、バラストタンクを損傷させて浮上させるが直後にアリコーンの反撃を受けて沈没する。ファーバンディ攻略にも登場するが、2隻がソル隊のミハイが放った対艦ミサイルを受け撃沈される。物語終盤の有志連合艦隊にも架空艦として旗艦である「スターリング」と「ブロードビル」が登場するが、アーセナルバードのレーザー攻撃を受け沈没する。

『エナジーエアフォース』
友軍の艦艇として登場。プレイヤーが使用する空母の護衛をしている。
『鋼鉄の咆哮シリーズ』
敵艦として登場。『鋼鉄の咆哮2 ウォーシップコマンダー』からはプレイヤーも使用可能となる。
『戦闘国家シリーズ』
アメリカの基本装備として組み込まれている。
『大戦略シリーズ』
アメリカの基本装備として組み込まれている。
『Modern Warships』
プレイヤーが操作できる艦艇として、「ヴェラ・ガルフ」と「ポート・ロイヤル」が登場する。